# Трамп, Дороти
Дороти Трамп (англ. Dorothy Trump, 24 января 1964 — 26 марта 2013) — английская врач, специализировалась на клинической генетике. Её исследования были сосредоточены на генетических причинах слепоты и глухоты.

## Биография
Дороти Трамп родилась 24 января 1964 года в Редкаре, Северный райдинг Йоркшира, и выросла в Стоктоне-он-Тис. Оба её родителя, Лесли Джон и Айрис Трамп (урождённая Айрис Батлер), были социальными работниками. После окончания колледжа Stockton Sixth Form она продолжила изучать медицину в Даунинг-колледже в Кембридже, получив степень бакалавра медицины и бакалавра хирургии в 1988 году. Позднее она провела три года в качестве исследователя-генетика в Королевской медицинской школе последипломного образования при больнице Хаммерсмита под руководством профессора Раджеша В. Таккера, где она искала специфический генетический дефект при гипофосфатемическом рахите и работала с группой, которая пыталась составить первую версию генома человека. В 1996 году за свои исследования она получила степень доктора медицины.
В 1995 году Трамп вернулась в Кембридж, где прошла специальную подготовку по клинической генетике, одновременно исследуя Х-сцепленный ретиношизис. В конце концов она определила дефект гена, вызывающий заболевание, но сделала это открытие только после конкурирующей команды. Будучи консультантом и старшим преподавателем генетики в больнице Адденбрука, она специализировалась на генетических нарушениях, поражающих глаза, включая врождённую стационарную куриную слепоту, сцеплённую с Х-хромосомой, и окулокутанный альбинизм. В 2003 году она покинула Кембридж и переехала в Манчестер, чтобы занять кафедру молекулярной генетики человека. В Манчестере она продолжила свои исследования в области генетики глаза, но также заинтересовалась генетическими причинами глухоты. Это позволило ей выявить дефект гена, вызывающий синдром Перро; её выводы были опубликованы в 2013 году в журнале American Journal of Human Genetics. Она умерла 26 марта 2013 года в возрасте 49 лет от саркомы мягких тканей.